# Altes Rathaus (Toronto)

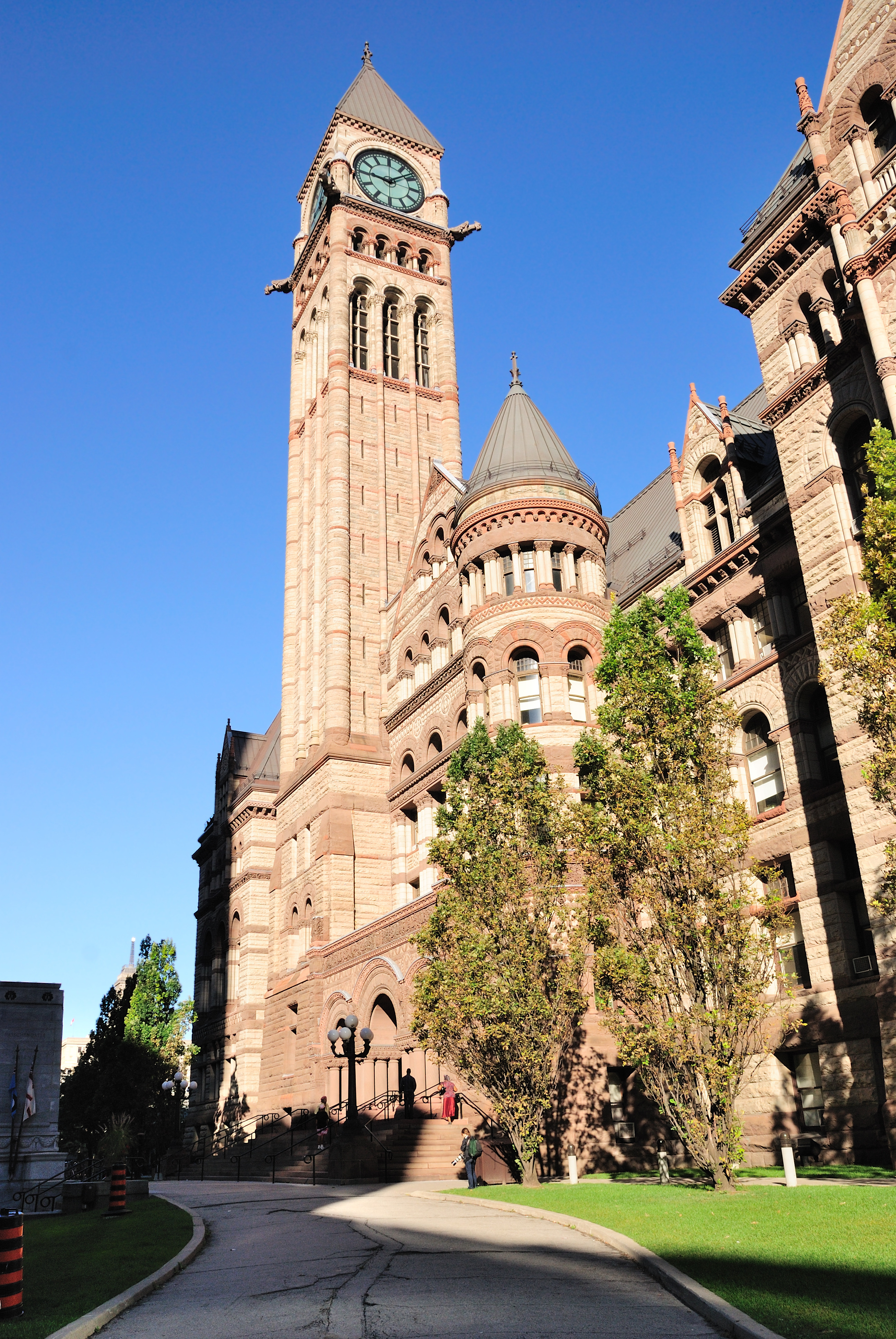
Altes Rathaus

Das Alte Rathaus von Toronto (englisch Old City Hall) war von 1899 bis 1966 Sitz der Stadtregierung. Das Rathaus in der kanadischen Stadt Toronto befindet sich in der Innenstadt an der Ecke von Queen Street und Bay Street, gegenüber dem neuen Rathaus. 

## Geschichte
Das Gebäude im neuromanischen Stil hat einen 104 Meter hohen Uhrturm und wurde von E.J. Lennox im Jahr 1889 entworfen. Lennox verewigte seinen Namenszug am Rollwerk des ersten Stockwerkes. Zu seiner Eröffnung am 18. September 1899 war es das größte Gebäude der Stadt und das größte Verwaltungsgebäude Nordamerikas. Vorher diente ein Gebäude am St. Lawrence Market der Stadt als Rathaus.
1965 zog die Stadtverwaltung in das neue Rathaus um. Nach ursprünglichen Plänen sollte das Gebäude des Alten Rathauses abgerissen werden und einer Reihe von Wolkenkratzern weichen. Nur der Uhrturm sollte erhalten bleiben. Die Öffentlichkeit verhinderte jedoch dieses Vorhaben. Gegenwärtig wird das Gebäude von der Provinzregierung Ontarios als Gerichtshof genutzt.